# Ferdinand Albert von Diezielsky
Ferdinand Albert von Diezielsky, auch von Diezelsky, (* 3. August 1805 in Halberstadt; † 9. Dezember 1892 in Potsdam) war königlich preußischer Generalmajor und zuletzt Kommandeur des 2. Infanterie-Regiments.

## Leben

### Herkunft
Seine Eltern waren der General Ferdinand Sigismund von Diezelsky (* 4. März 1762; † 30. November 1835) und dessen Ehefrau Helene Juliane Albertine von Alvensleben (* 7. Juni 1775; † 23. März 1826), Tochter des königlich-preußischen Landrates Gebhard XXVIII. von Alvensleben (* 5. Januar 1734; † 12. März 1801).

### Militärdienst
Er kam am 1. Juni 1818 als Kadett nach Potsdam und wechselte am 12. Oktober 1819 als Kadett nach Berlin. Dort wurde er am 18. Juni 1822 Unteroffizier, wurde am 15. April 1823 als Seconde-Lieutenant in das 1. Garde-Regiment zu Fuß in Potsdam aggregiert und dort am 12. Juni 1826 einrangiert. Vom 1. Oktober 1831 bis zum 30. September 1834 war er an die Allgemeine Kriegsschule nach Berlin abkommandiert. Er wurde am 18. April 1840 zum Premier-Lieutenant befördert und kam am 3. Oktober 1844 mit Patent zum 16. August 1843 als Hauptmann und Kompaniechef in das 3. Infanterie-Regiment. Von dort kommandierte man ihn am 4. Oktober 1846 in das 3. Landwehr-Regiment, wo er mit der Führung des I. Bataillons in Insterburg beauftragt wurde. Dort wurde er am 18. September 1849 zum Major und abkommandiert zum Kommandeur des I. Bataillon des 1. Landwehr-Regiments ernannt.  Am 11. März 1851 kam er als Kommandeur in das Füsilier-Bataillon des 4. Infanterie-Regiments.
Am 12. Juli 1855 zum Oberstleutnant befördert, kam er am 22. Mai 1858 in das 2. Infanterie-Regiment. Dort wurde er mit der Führung beauftragt und dazu à la suite des Regiments gestellt, am 12. November 1858 wurde er zum Oberst befördert und als Kommandeur bestätigt. Er wurde am 9. März 1859 mit Pension zur Disposition gestellt und bekam die Erlaubnis seine Armeeuniform tragen zu dürfen.
Bei der Mobilmachung zum Deutsch-Französischen Krieg kam er am 18. Juli 1870 als stellvertretender Kommandeur in die 12. Infanterie-Brigade. Dafür erhielt er am 1. April 1871 den Charakter als Generalmajor und kehrte am 1. August 1871 in das inaktive Verhältnis zurück.
Er starb am 9. Dezember 1892 in Potsdam.